# Vivid (Living Colour)
Vivid è il primo album in studio del gruppo musicale statunitense Living Colour, pubblicato il 3 maggio 1988 dalla Epic Records e dalla CBS.

## Il disco
È stato prodotto da Ed Stasium, che ne ha curato anche la registrazione insieme a Paul Hamingson agli studi Skyline, Sound on Sound e ai Right Track Studios, eccetto le tracce 9 e 11 registrate da Ron St. Germain, missato da Ed Stasium ai Right Track Studios, arrangiato da Paul Hamingson, mentre il mastering è di Greg Calbi degli studi Sterling Sound di New York. Contiene due tracce prodotte da Mick Jagger, Glamour Boys e Which Way to America, e una cover dei Talking Heads, Memories Can't Wait.

## Tracce
1. Cult of Personality – 4:54 (Vernon Reid, Corey Glover, Will Calhoun, Muzz Skillings)
2. I Want to Know – 4:24 (V. Reid)
3. Middle Man – 3:47 (V. Reid, C. Glover)
4. Desperate People – 5:36 (V. Reid, C. Glover, W. Calhoun, M. Skillings)
5. Open Letter (to a Landlord) – 5:33 (V. Reid, T. Morris)
6. Funny Vibe – 4:20 (V. Reid)
7. Memories Can't Wait – 4:31 (David Byrne, Jerry Harrison) – cover dei Talking Heads
8. Broken Hearts – 4:51 (V. Reid)
9. Glamour Boys – 3:40 (V. Reid)
10. What's Your Favorite Color? – 1:41 (V. Reid, C. Glover)
11. Which Way to America – 3:41 (V. Reid)

### Tracce bonus ristampa 2002
1. Funny Vibe (Funky Vibe Mix) – 3:44
2. Should I Stay or Should I Go – 2:27 – cover dei The Clash
3. What's Your Favorite Color (Theme Song) (Leblanc Remix) – 5:40
4. Middle Man (Live) – 3:49
5. Cult of Personality (Live) – 5:00

## Formazione
Gruppo
- Corey Glover - voce
- Vernon Reid - chitarra
- Muzz Skillings - basso
- William Calhoun - batteria

Altri musicisti
- Mick Jagger - cori (Glamour Boys), armonica (Broken Hearts)
- Chuck D e Flavor Flav (Public Enemy) - commenti (Funny Vibe)
- The Fowler Family - cori (Broken Hearts e I Want to Know)